# Festival Internacional de Cine Contemporáneo
El Festival Internacional de Cine Contemporáneo de la Ciudad de México se fundó en febrero de 2004 a partir de una iniciativa de Paula Astorga en donde Michel Lipkes fue clave cómo director de programación, así consolidándose como un evento cinematográfico de primera importancia en América Latina. 
La programación del festival incluye la Selección Oficial de Ficción, la Selección Oficial de Documental, País Invitado, 11:59, Retrospectivas, Galas, Tendencias y Cortos Estudiantiles. La última edición fue programada para el 24 de febrero hasta el 7 de marzo de 2010, pero debido a la falta de apoyo económico dicha edición fue cancelada, dando por terminado el ciclo del festival.  

## Premios en la categoría de ficción
- 2004 - El regreso de Andréi Zviáguintsev
- 2005 - Las tortugas pueden volar de Bahman Ghobadi
- 2006 - La muerte del señor Lăzărescu de Cristi Puiu
- 2007 - 12:08 al este de Bucarest de Corneliu Porumboiu
- 2008 - El cielo, la tierra y la lluvia de José Luis Torres Leyva
- 2009 - ex æquo: Lastre de Lance Hammer y Los paranoicos de Gabriel Medina

## Premios en la categoría documental
- 2005 - Al oeste de las vías de Wang Bing
- 2006 - La muerte del trabajador de Michael Glawogger
- 2007 - Nacido sin / Born Without de Eva Norvind
- 2008 - Cazadores desde el principio de los tiempos de Carlos Casas
- 2009 - ex æquo: Un vals con Bashir de Ari Folman y Porque hemos nacido de Jean-Pierre Duret y Andrea Santana